# Переробка нафти

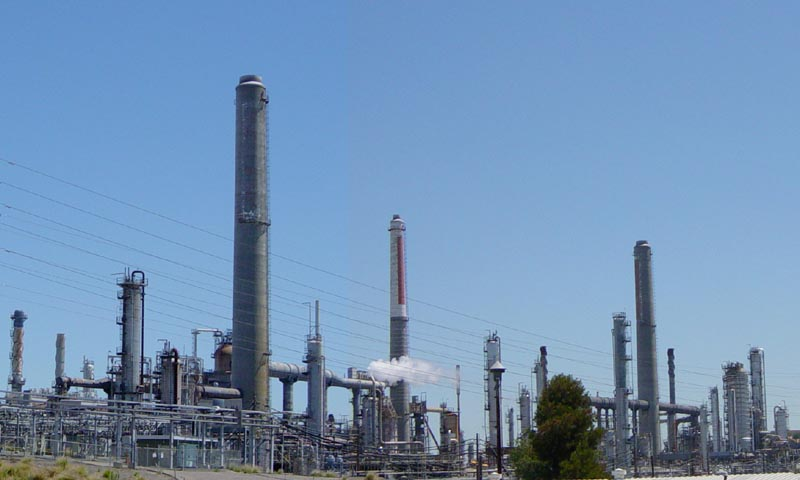
Нафтопереробний завод компанії Shell в Каліфорнії

Переробка нафти — складний багатоступеневий технологічний процес, в результаті якого отримують широкий асортимент товарних продуктів, що відрізняються структурою, фізико-хімічними властивостями, складом і сферами використання. Розрізняють первинну і вторинну переробку нафти. На нафтопереробних підприємствах установки первинної, вторинної переробки і гідроочистки зазвичай з'єднані в єдину технологічну схему (рис.).

## Історія
До початку дев'ятнадцятого століття нафта була відома і її використовували у Вавилоні, Єгипті, Китаї, Україні, Румунії, Філіппінах, Римі та Азербайджані. Однак сучасна історія нафтової промисловості, як стверджується, почалася в 1846 році, коли Абрахам Пінео Геснер з Нової Шотландії, Канада, розробив процес виробництва гасу з вугілля. Незабаром після цього, в 1854 році, Ігнатій Лукасевич почав виробляти гас з нафтових свердловин поблизу міста Кросно, Польща. Перший великий нафтопереробний завод був побудований в Плоешті, Румунія, в 1856 р., використовуючи велику кількість нафти в Румунії.
У Північній Америці перша нафтова свердловина була пробурена в 1858 році Джеймсом Міллером Вільямсом в Онтаріо, Канада. У США нафтовидобувна промисловість почалася в 1859 році, коли Едвін Дрейк знайшов нафту поблизу Титусвіля, Пенсильванія. У 1800-х роках промисловість росла повільно, переважно виробляючи гас для олійних ламп. На початку двадцятого століття запровадження двигуна внутрішнього згоряння та його використання в автомобілях створили ринок для бензину, який був стимулом для досить швидкого зростання нафтової промисловості. Ранні знахідки нафти, такі як в Онтаріо та Пенсільванії, незабаром перевершилися великими нафтовими «бумами» в Оклахомі, Техасі та Каліфорнії.
До Другої світової війни на початку 1940-х років більшість нафтопереробних заводів у Сполучених Штатах складалися просто з установок перегонки сирої нафти (часто називаються одиницями дистиляції атмосферної сирої нафти). Деякі нафтопереробні заводи також мали установки для вакуумної перегонки, а також пристрої термічної перегонки, такі як візбрейки . Всі інші процеси переробки були розроблені під час війни або протягом декількох років після війни. Вони стали комерційно доступними через 5 — 10 років після закінчення війни, а світова нафтова промисловість зазнала дуже швидке зростання. Рушійною силою для цього технологічного зростання, а також кількості і розмірів НПЗ у всьому світі стало зростання попиту на автомобільний бензин та авіаційне паливо.

## Підготовка
Видобуток нафти супроводжується вилученням із природних підземних резервуарів значних кількостей газу, води, механічних домішок і солей. При надходженні на поверхню газ, розчинений у нафті, відокремлюють від неї за допомогою системи сепарації. Найлегші компоненти вуглеводних газів відокремлюють від нафти в нафтових трапах, колонках і мірниках.
Найважчі вуглеводні гази відокремлюють від нафти в газових сепараторах. У трапі також відбувається очищення газу від нафтового пилу. Відділення газу від нафти і пилу в трапі відбувається за рахунок зміни тиску і швидкості нафтового потоку, що рухається. Для поліпшення процесу сепарації суміш, що надходить у трап, розприскують, для чого в трапах установлюють спеціальні ґрати, відбійники, тарілки й інші пристосування.
Для розділення продуктів фонтанування високого тиску (вище 20 атм.) застосовують східчасту сепарацію, при якій досягається грубе фракціонування газу і використовується пластовий тиск для транспорту газу. Відділена від газу нафта спрямовується в промислові резервуари, а звідти на нафтопереробні заводи.
При відділенні газу від нафти в трапах і інших пристроях відокремлюється й основна маса води і механічних домішок. Відділення домішок і води відбувається також при відстоюванні і збереженні нафти в промислових резервуарах.
Присутність у нафті механічних домішок ускладняє її транспортування по трубопроводах і переробку, викликає ерозію внутрішніх поверхонь труб нафтопроводів і утворення відкладень у теплообмінниках, печах і холодильниках, що приводить до зниження коефіцієнту теплопередачі, підвищує зольність залишків від перегонки нафти (мазуту і гудронів), сприяє утворенню стійких емульсій.
Крім того, у процесі видобутку й транспортування нафти відбувається втрата легких компонентів нафти — (метан, етан, пропан і т. д., включаючи бензинові фракції) — приблизно до 5 % від фракцій, що википають до 100 °С.
З метою зниження витрат на переробку нафти, викликаних втратою легких компонентів і надмірним зношуванням нафтопроводів і апаратів переробки, нафта піддається попередній обробці.

## Переробка нафти первинна
Сукупність процесів демінералізації нафти, переробки первинної нафти, вакуумної переробки мазуту, подальший поділ та очищення нафтових фракцій, одержаних при атмосферній та вакуумній перегонках. При первинній переробці первісний хімічний склад нафти не змінюється, тому її називають фізичною, недеструктивною або прямою перегонкою. Нафту поділяють на окремі фракції шляхом випаровування та подальшого поділу парів на фракції, які википають у певному інтервалі температур.
Для скорочення втрат легких компонентів здійснюють стабілізацію нафти, а також застосовують спеціальні герметичні резервуари зберігання нафти. Від основної кількості води й твердих частинок нафту звільняють шляхом відстоювання в резервуарах на холоді або при підігріві. Остаточно її зневоднюють і знесолюють на спеціальних установках.
Однак вода й нафта часто утворюють важко роздільну емульсію, що сильно сповільнює або навіть перешкоджає зневоднюванню нафти. У загальному випадку емульсія — це система із двох взаємно нерозчинних рідин, у яких одна розподілена в іншій у зваженому стані у вигляді дрібних крапель. Існують два типи нафтових емульсій: нафта у воді, або гідрофільна емульсія, і вода в нафті, або гідрофобна емульсія. Частіше зустрічається гідрофобний тип нафтових емульсій.
Утворенню стійкої емульсії передують зниження поверхневого натягу на межі розділення фаз і створення навколо частинок дисперсної фази міцного адсорбційного шару. Такі шари утворюють треті речовини — емульгатори. До гідрофільних емульгаторів належать лужні мила, желатин, крохмаль. Гідрофобними є добре розчинні в нафтопродуктах лужноземельні солі органічних кислот, смоли, а також дрібнодисперсні частинки сажі, глини, оксидів металлов.

## Переробка нафти вторинна
Сукупність процесів деструктивної переробки нафти і очищення нафтопродуктів. При цьому відбувається розщеплення великих молекул на дрібніші, які входять до складу легких палив. При вторинній переробці нафти застосовують термічний і каталітичний крекінг, риформінг, гідрокрекінг, гідроочистку, вісбрекінг, ізомеризацію і т. д.
- 1. Вісбрекінг (Visbreaking) — піонерні роботи у цій галузі проводилися в США у 1930-х роках компанією Standard Oil of Indiana (в наш час Amoco Corporation). Комерційне використання процесу у промисловості почалося у середині 1940-х років. Один з процесів термічного крекінгу. У цьому процесі важкі фракції нафти піддаються нагріванню у присутності каталізаторів (або без них) для розриву молекул. Основний результат — зниження в'язкості нафти, отримання котельних палив (топкових мазутів) з гудронів та легших та цінніших фракцій, як-то газоподібні вуглеводні, бензин та дизельне паливо.

- 2. Піроліз (Pyrolysis) — одним із ранніх прикладів комерційного використання піролізу нафти є процес, розроблений у 1920-х роках компанією Standard Oil of Indiana. Підвид термічного крекінга. У цьому процесі нафту чи її компоненти розкладаються під впливом високих температур без доступу кисню. Головний результат — утворення суміші вуглеводнів різної молекулярної маси, газоподібних вуглеводнів, а також твердих залишків, таких як піролітичний кокс.

- 3. Коксування (Coking) — цей процес застосовували до вугілля ще в 19 столітті. Один із найбільш значущих ранніх прикладів комерційного використання коксування щодо переробки нафти пов'язаний із компанією Standard Oil of Indiana. 1913 року вони ввели в експлуатацію установку коксування мазуту в штаті Індіана, США. Підвид термічного крекінга. При коксуванні важкі залишки нафти (такі як мазут чи бітум) нагріваються у спеціальних печах за високих температур і обмеженим доступом кисню. Основний продукт — кокс, твердий вуглецевий матеріал, який можуть використовувати у виробництві електродів або палива. Коксування також дає легші фракції, такі як газоподібні вуглеводні.
- 4. Полімеризація (Polymerization) — багато хімічних компаній у різних країнах (таких як США, Німеччина, Великобританія) проводили власні дослідження та розробки у цій галузі вже на початку ХХ ст. У процесі полімеризації низькомолекулярні вуглеводні перетворюються на полімери, утворюючи довгі ланцюжки молекул. Головний результат — отримання полімерних матеріалів, таких як пластик, гума та синтетичні волокна, які мають широкий спектр застосування у різних галузях промисловості та побутових товарах.
- 5. Алкілювання (Alkylation) — перше комерційне використання в 1936 році у США. У процесі алкілювання низькомолекулярні вуглеводні, такі як пропілен і бутен, реагують з ізопарафінами в присутності каталізатора для утворення складніших та більш високооктанових вуглеводневих сполук. Головний результат — отримання бензину з підвищеним октановим числом, який використовують у виробництві високооктанових палив та противикидних добавок.
- 6. Термічний крекінг (Thermal Cracking) — США, перше комерційне використання процесу термічного крекінгу в переробці нафти може бути віднесено до 1913 року. Компанія Standard Oil of Indiana. Різновид крекінга. У цьому процесі важкі фракції нафти піддаються високим температурам та тиску для розриву молекул. Результатом є утворення легших та цінніших вуглеводнів, таких як бензин, дизельне паливо, котельне паливо, неграничні вуглеводні, нафтовий кокс за рахунок розриву більших молекул.
- 7. Каталітичний крекінг (Catalytic Cracking) — також США, 1942 рік. Перша комерційна установка компанії Socony-Vacuum (сучасна ExxonMobil). У цьому процесі важкі фракції нафти взаємодіють з каталізаторами при підвищеній температурі та тиску, що призводить до контрольованого розриву молекул та утворення легких вуглеводнів. Головний результат — отримання бензину, дизельного палива та інших високооктанових компонентів, які потрібні у виробництві автомобільних палив та інших нафтопродуктів.
- 8. Гідроочищення (Hydroprocessing) — США та інші країни, 1940—1950 роки (різні методи були розроблені та впроваджені в цей період). У гідроочищенні важкі фракції нафти проходять каталітичну обробку у присутності водню за підвищених температур і тиску. Основний результат — видалення домішок, таких як сірки та азоту, а також поділ молекул з високим вмістом сірки на цінніші та більш низькосірчисті компоненти, включаючи бензин, дизельне паливо та мазут.
- 9. Риформінг (Reforming) — США, 1949 рік. Приклали руку вчені компанії Universal Oil Products. У процесі риформінгу легкі фракції нафти, такі як непарафінові вуглеводні, піддаються термічній обробці для перетворення їх на більш октанові компоненти. Основний результат — отримання бензину з високим октановим числом, який використовують в автомобільному паливі та петрохімічній промисловості.
- 10. Ізомеризація (Isomerization) — США, 40-і — 50-і роки ХХ ст. Та ж компанія Universal Oil Products. У процесі ізомеризації нормальні (тобто прямолінійні) вуглеводні перетворюються на їх ізомери, що мають вище октанове число. Основний результат — отримання бензину з підвищеним октановим числом, що покращує його ефективність та противикидні характеристики, тобто в результаті його згоряння буде викидуватися менше таких речовин, як вуглекислий газ, оксидів азоту тощо.
- 11. Гідрокрекінг (Hydrocracking) — дата першого комерційного використання процесу гідрокрекінгу може бути пов'язана з використанням методу на нафтопереробних заводах компанії Universal Oil Products (UOP) у США в 1957 році. У гідрокрекінгу важкі фракції нафти піддаються обробці у присутності водню та каталізаторів при високих температурах та тиску. Цей процес комбінує крекінг та гідроочищення для отримання цінніших та більш високооктанових продуктів, як-то бензин, дизельне паливо та джет-паливо. Гідрокрекінг також дозволяє знизити вміст сірки та ароматичних сполук у кінцевих продуктах.
- 12. Каталітичний риформінг (Catalytic Reforming) — у 1949 році компанія UOP запустила першу комерційну установку каталітичного риформінгу на своєму заводі Sinclair Oil штат Іллінойс, США. У процесі каталітичного риформінгу непарафінові вуглеводні, такі як нафталін, циклогексан та інші ароматичні сполуки, перетворюються на високооктанові компоненти. Результатом є отримання бензину з високим октановим числом, який використовують в автомобільному паливі та петрохімічній промисловості.

## Неформальна класифікація продуктів переробки
В даний час існують десятки класифікацій нафтопродуктів, і все завдяки тому, що технології переробки нафти постійно удосконалюються. Вчені дають світу все нові різновиди палива і сировини. Так, якщо розглядати нафтопродукти, виходячи з їх призначення, то паливо ділять на моторне та енергетичне. Також розрізняють нафтові олії і різну нафтохімічну сировину, одержувані з «чорного золота». І щоб спростити класифікацію нафтових продуктів, їх часто ділять на темні і світлі.

### Темні нафтопродукти
До темних нафтопродуктів відносяться будь-які типи мазутів і дистилятів оливи. Також сюди можна включити бітуми, гудрони і вакуумні газойлі. До темних нафтових продуктів відносять й газотурбінне паливо. Всі ці речовини містять важкі залишки переробки, тому не є прозорими.

### Світлі нафтопродукти
Світлі нафтопродукти, навпаки, не мають у своєму складі якихось важких фракцій нафти, і тому вони прозорі. До цієї категорії належать бензин, гас, дизельне паливо. Чим якісніше буде перероблено сировину, тим менше домішок буде в підсумку в паливі.
Існує навіть такий параметр, як глибина переробки нафти. Він визначається як відношення обсягу вироблених світлих нафтопродуктів до кількості тієї сировини, що було витрачено на їх отримання. Наприклад, у США глибина переробки нафти доходить до 90-95 %. На пострадянській території цей показник коливається в межах 60-70 %.

## Призначення і застосування продукції, міжгалузева кооперація
Продукти переробки нафти і природного газу що раз ширше використовують як сировину для хімічної промисловості. Із них виготовляють, зокрема, різні види олив і мастил: моторні оливи (автоли) для двигунів внутрішнього згорання — автомобільних, тракторних, авіаційних та інш.; індустріальні оливи (веретенні, машинні, циліндрові) для змащування різних машин і механізмів, котрі працюють при відносно невисокій температурі; спеціальні оливи, — турбінні, трансформаторні, компресорні; мастила для змащування парових машин (знаходяться в безпосередньому контакті із перегрітою парою); консистентні мастила — антифрикційні (зменшують зношування частин механізмів), фрикційні (збільшують тертя з метою попередження ковзання трансмісій та інших передач); білі оливи — медичні, парфумерні та інші.
Близько 8 % видобувної нафти і газу використовують як цінну сировину для сучасної хімії. Шляхом хімічного перероблення продуктів нафти і природних газів отримують ряд речовин, використання яких далеко не обмежується межами одної чи двох галузей. Наприклад, етиловий спирт використовують приблизно у 150 галузях виробництва. Бензол застосовують для виробництва моторного палива, а також як розчинник у лакофарбовій промисловості, використовують як вхідну сировину для отримання барвників, ліків (аспірин, пірамідон та інш.), прянощів, отрутохімікатів та ін. Фенол (карболову кислоту) використовують для дезинфекції, виробництва барвників, ліків, пластмас, синтетичного волокна (капрон) та багатьох інших видів продукції.
У хімічній промисловості використовують формальдегід, пластмаси, синтетичні волокна, синтетичний каучук, барвники, лаки, етиловий спирт, аміак, розчинники, пластифікатори та пом'якшувачі, поверхнево-активні речовини, сажа та інші.
Продукти перероблення нафти і газу знайшли широке застосування в сільському господарстві. Тут використовують азотні добрива, сечовина, стимулятори росту, протруювачі насіння, отрутохімікати, плівки для парників і т. д. Досліджується використання в сільському господарстві нафтової мульчі — спеціально приготовленої емульсії із нафтових смол, яка містить до 50 % води. Насіння, обприскані цією емульсією, починають проростати при температурі -7 °С. Мульча зберігає у ґрунті тепло і вологу та знижує випаровування.
У машинобудуванні і металургійній промисловості використовують універсальні клеї, деталі і частини апаратів із пластмас, змащувальні мастила, антикорозійні покриття та інші.
Нафтовий кокс використовують також як анодну масу при електровиплавлюванні алюмінію і сталі. Особливо чистий загартований кокс, перетворений у графіт, використовують як уповільнювач нейтронів у реакторах. В електропечах для створення вогнестійких обкладок використовують пресовану сажу. Сажа йде також на виготовлення електроізоляційних матеріалів, електродів, щіток і т. д.
Налагоджено виробництво ізоляторів із полістиролу. Його використовують також при виготовленні корпусів електроприладів і радіоапаратури. У радіотехнічній промисловості майже половина виробів виробляється із пластмас.
У харчовій промисловості застосовуються сітки і канати із синтетичних волокон, поліетиленові упаковки, харчові кислоти, консервувальні засоби, парафін. У деяких країнах, із продуктів перероблення нафти виготовляють білково-вітамінні концентрати (кормові дріжджі), які використовують у сільському господарстві, вхідною сировиною для котрих слугує метиловий і етиловий спирти, а також метан.
У фармацевтичній і парфумерній промисловості із похідних переробки нафти і природного газу виготовляють нашатирний спирт, хлороформ, формалін, аспірин, уротропін, вазелін, прянощі та ін.
Із нафтопродуктів роблять фільтрувальні тканини, транспортер стрічки, вибухові речовини та інші матеріали і речовини, які використовують у гірничій промисловості. Похідні нафтосинтезу знаходять широке застосування також у деревнообробній, текстильній, шкіряно-взуттєвій і будівельній промисловостях, а також у сфері культурно-побутового обслуговування.
Хімізація нафти і природного газу дала змогу значно скоротити витрати цінних харчових продуктів на технічні цілі, наприклад олій, із яких виготовлялись мило, оліфи, мастила, гума, вищі спирти і жирні кислоти, а також натуральних жирів, які використовували для виробництва вищих спиртів, картоплі і зерна, які переробляють на етиловий спирт тощо.

## Екологічні аспекти
Переробка нафти являє собою багатостадійний процес з розділення цих вуглеводнів на фракції (первинна переробка) і зміни структури молекул окремих фракцій (вторинна переробка). Однак цей процес не є безвідходним. Значна кількість шкідливих або навіть отруйних речовин потрапляє у довкілля. Переробка нафти спричиняє такі екологічні проблеми, як забруднення атмосфери, вод світового океану і літосфери.